# Большое Песочное
Большое Песочное — деревня, административный центр Большепесочнинского сельсовета в Уренском районе Нижегородской области.

## География
Находится на расстоянии примерно 14 километров по прямой на восток от районного центра города Урень.

## История
Известна с 1723 года. Деревня до 1768 года относилась к главной дворцовой канцелярии, потом Придворной конторы, с 1797 крестьяне стали удельными. Население было старообрядцами-поповцами. В 1870 году было учтено 23 двора и 134 жителя, в 1916 году 39 дворов и 270 жителей. В советское время работал колхоз «Новый путь». В 1956 году 380 жителей, в 1978 году было 79 дворов и 246 жителей, а в 1994 126 дворов и 336 жителей. Имеется детсад, медпункт, часовня, дом культуры.

## Население
Постоянное население  составляло 295 человек (русские 99%) в 2002 году, 287 в 2010 .